# J-five
J-five är alias för Jonathan Kovacs, född 1982 i Hollywood är en amerikansk hiphopartist. Jonathan Kovacs är sangare i rock-bandet "Dusty white".

## Diskografi
- Sweet little nothing, J-five 2004 med sången Modern Times
- Summer, Johnny Five 2004